# Villa Sandino
Villa Sandino è un comune del Nicaragua facente parte del dipartimento di Chontales.